# 2558 Viv
2558 Viv este un asteroid din centura principală, descoperit pe 26 septembrie 1981 de Norman Thomas.